# (1888) Zu Chong-Zhi
(1888) Zu Chong-Zhi ist ein Asteroid des Hauptgürtels, der am 9. November 1964 am Purple-Mountain-Observatorium in Nanjing entdeckt wurde.
Benannt ist der Asteroid nach dem chinesischen Astronomen und Mathematiker Zu Chongzhi.